# Edgar Wind
Pour les articles homonymes, voir Wind.
Pour le nom de famille, voir Wind  (patronyme).
Edgar Wind (14 mai 1900 - 12 septembre 1971) est un historien britannique né allemand, spécialisé en iconologie sous l'ère de la Renaissance. Il est plus particulièrement connu pour ses recherches sur l'allégorie et l'usage de la mythologie païenne durant les XVe et XVIe siècles, et pour son livre sur le sujet Les Mystères Païens de la Renaissance.

## Biographie
Wind est le fils de l'homme d'affaires argentin Maurice Delmar Wind et de sa femme roumaine Laura Szilard. Il étudie la philosophie et l'histoire de l'art dans plusieurs écoles allemandes. De 1925 à 1927, il enseigne la philosophie à l'université de Caroline du Nord. Il retourne en Europe travailler pour l'Institut Warburg et participe à son déménagement à Londres en 1933 pour fuir l'Allemagne nazie.
Avec Rudolf Wittkower, il fonde en 1937 le Journal of the Warburg and Courtauld Institute. Pendant la Seconde Guerre mondiale, il enseigne à l'université de New York de 1940 à 1942, puis à l'université de Chicago de 1942 à 1944. Il enseigne ensuite au Smith College de 1944 à 1955.
Edgar Wind devient en 1955 le premier professeur en histoire de l'art de l'université d'Oxford. En 1960, il effectue plusieurs enregistrements, The Reith Lectures, pour la BBC,. Il prend sa retraite en 1967.

## Travaux
Wind « adule » Cassirer et la vague post-hégélienne. Dans son ouvrage Pagan Mysteries of the Renaissance, il étudie la mythologie païenne des XVème et XVIème siècles. Sa pensée s'aligne avec l'approche psycho-mythologique de l'Histoire propre à l'Institut Warburg.

## Vie privée
Il se marie à Margaret Kellner en 1942.

## Œuvres
- Art and Anarchy. London, Faber and Faber, 1963 ; Art et anarchie, trad. fr. Pierre-Emmanuel Dauzat, Paris, Gallimard, coll. "Bibliothèque des Sciences humaines", 224 p., 1988  (ISBN 978-2070713028)
- Pagan Mysteries in the Renaissance, New York, W.W. Norton, 1968 ; Mystères païens de la Renaissance, trad. fr. Pierre-Emmanuel Dauzat, Paris, Gallimard, coll. "Bibliothèque des Sciences humaines", 448 p., 1992  (ISBN 978-2070724086)
- The Eloquence of Symbols : Studies in Humanist Art, Clarendon Press, Oxford, 1983.
- Hume and the Heroic Portrait, Oxford, Clarendon Press, 1986.
- Études sur le portrait allégorique, éd. illustrée, trad. fr. Danielle Orhan, Paris, Allia, 80 p., 2023  (ISBN 979-1030417708)